# طهطا
طهطا نام شهر و شهرستانی در استان سوهاج مصر است.